# Elvis Veinbergs
Elvis Veinbergs (n. 8 ianuarie 2003) este un sportiv ce a reprezentat Letonia. A participat la competiții asociate Jocurilor Olimpice în care a câștigat o medalie de argint.

## Participări
Lista de mai jos prezintă principalele competiții la care a participat Elvis Veinbergs de-a lungul carierei.
- Jocurile Olimpice de iarnă pentru tineret din 2020[*][1]